# Hervormde kerk ('s-Heerenhoek)
De Nederlands Hervormde kerk uit 's-Heerenhoek, is een bouwwerk in het Nederlands Openluchtmuseum in Arnhem.

## Geschiedenis
Deze kerk werd 1672 in 's-Heerenhoek gebouwd voor 3960 gulden. Tijdens kerkdiensten zaten vrouwen aan de ene kant en mannen aan de andere kant. De dominee preekte vanaf de centraal gelegen preekstoel. Er werd betaald voor een zitplaats in de kerk. Het bogtje neven den voorzanger (vlak bij de preekstoel) was het duurst met vier gulden per jaar. Armen en kinderen hoefden niet te betalen. Zij moesten genoegen nemen met een plekje helemaal achter in de kerk of op het balkon.
Omdat er geen geld beschikbaar was voor een orgel, werd er een tweedehands Vocalion geplaatst met een namaak orgelfront.
De kerk werd in 1832, 1888 en 1929 verbouwd.
Rond het midden van de 19e eeuw nam het aantal hervormden sterk af vanwege de Afscheiding van 1834. Veel hervormden werden gereformeerd. De gereformeerden van 's-Heerenhoek gingen in het naburige Nieuwdorp kerken. Daardoor kwam de kerk op den duur leeg te staan en raakte zij uiteindelijk in verval.
In 1985 werd de kerk afgebroken en herbouwd in het Nederlands Openluchtmuseum te Arnhem. De herbouw was compleet in 1988.